# Aenhenrya
Aenhenrya je rod orhideja smješten u podtribus Goodyerinae ili Physurinae. Tipična vrsta je indijski endem A. rotundifolia, to je kritično ugrožena vrsta iz južne Indije sa Zapadnih Gata koja naraste od ¸15 do 20 cm; puzavog rizoma sa jajastim, mesnatim i šiljastim listovima. Cvjetovi su bijeli, pojedinačni, nose se na cvjetnoj stapci dugoj 10-15 cm.Cvate od svibnja-lipnja.
Rod je dobio ime u čast britanskog botaničara A. N. Henryja, za njegov pionirski doprinos flori brda Agastyamalai.
Aenhenrya agastyamalayana Gopalan, možda je sinonim za A. rotundifolia; ili je posebna vrsta

## Sinonimi
- Aenhenrya agastyamalayana Gopalan
- Anoectochilus rotundifolius (Blatt.) N.P.Balakr.
- Odontochilus rotundifolius Blatt.